# 'Ndrina Serpa
La 'ndrina o cosca Serpa è un'organizzazione mafiosa legata alla 'ndrangheta operante nella provincia di Cosenza, e originaria di Paola (CS). Le attività che svolgono sono il traffico di droga, il traffico di armi, lo smaltimento illegale di rifiuti tossici, l'appalto pubblico, l'estorsione e l'usura.

## Organizzazione
- Pietro Serpa, boss della famiglia negli anni '90 e nei primi anni '2000, prima di essere ucciso dai rivali Scofano-Martello-La Rosa il 27 maggio 2003[2][3].
- Mario Serpa (1953-2022), patriarca, capo storico e fondatore della 'ndrina Serpa ha rappresentato un punto di riferimento fisso per il clan, seppure recluso all'ergastolo dal lontano 1983, morto d'infarto nel carcere di Bologna il 28 giugno 2022.[4]
- Nella Serpa, detta "La Bionda", sorella di Pietro Serpa, brutale e senza scrupoli ha assunto la reggenza del clan nel 2003, alla morte del fratello, e ha continuato la vendetta per la morte di Pietro Serpa. È stata accusata di essere la mandante dell'omicidio di Luciano Martello, ucciso nel luglio 2003, e di Rolando Siciliano, trucidato nel maggio 2004, e, per ciò, condannata all'ergastolo con sentenza definitiva, essendo l'unica donna ad essere condannata al 416 bis perché troppo pericolosa[5][6].
- Giuliano Serpa, cugino di Nella e Pietro, reggente anch'esso della cosca vittima d'un agguato fallito nel 2004 a Paola, nel quale rimase ucciso l'innocente operaio Antonio Maiorano. Ad oggi è collaboratore di giustizia.[7]